# Edward Everett
Edward Everett (Dorchester, Massachusetts, 1794. április 11. – Boston, Massachusetts, 1865. január 15.), amerikai lelkész, politikus, Alexander Hill Everett öccse.

## Életútja
Előbb unitárius lelkész volt Bostonban, miután pedig Európát beutazta, a Harvard-egyetemen a görög nyelv tanára lett. 1824-től kezdve tagja volt a kongresszusnak, ahol az indiánok érdekében mondott beszédeivel tűnt ki. 1836-tól 1840-ig Massachusetts kormányzója, 1841-től 1845-ig londoni követ volt. 1852-ben néhány hónapig államtitkárságot vállalt, de még ugyanezen évben Massachusetts-ben szenátorrá választották. 1854-ben gyöngélkedése folytán magánéletbe vonult vissza. Mindamellett 1860-ban kísérletet tett az alelnöki állás elnyerésére, de sikertelenül. Ezentúl életét a tudományoknak szentelte. Az Amerikai Egyesült Államok számos városaiban nyilvános előadásokat tartott oly célból, hogy kimutatta George Washington befolyását és jelentőségét. Ezen előadások jövedelmét 100 000 dollár) arra fordította, hogy a Mount Vernon (ahol Washington lakott), a nemzet közös birtokául megszereztessék. Ez által élete utolsó éveiben nagy népszerűséget szerzett. Ez időben írta meg Washington életrajzát is. Beszédeinek gyűjteménye 1869-ben jelent meg (Boston, 4 kötet).